# Isonandra villosa
Espèce
Statut de conservation UICN

ENB1+2c : En danger
Classification phylogénétique
Isonandra villosa est une espèce de plantes à fleurs de la famille des Sapotaceae. C'est un petit arbre originaire de Inde. 

## Répartition
Sur deux sites disjoints: les Velligonda Hills au sud des Ghâts orientaux dans le Tamil Nadu et vers Quilon sur la côte du Kerala. L'espèce n'a pas été recensée avec certitude depuis 1923.